# Velmo
Velmo (rusky Вельмо) je řeka v Krasnojarském kraji v Rusku. Je dlouhá 504 km. Plocha povodí měří 33 800 km².

## Průběh toku
Pramení na Středosibiřské pahorkatině a tou také protéká. V jejím povodí je přibližně 300 jezer. Ústí zleva do Podkamenné Tungusky (povodí Jeniseje).

### Přítoky
- zprava – Teja

## Vodní režim
Zdrojem vody jsou převážně sněhové srážky. Zamrzá v říjnu až v listopadu a rozmrzá v dubnu až v květnu.

## Využití
Vodní doprava je možná od ústí hlavního přítoku řeky Teji.